# Royal League 2004/05
Die Royal League 2004/05 war die erste Saison des neu geschaffenen Fußballwettbewerbs für Vereinsmannschaften und fand zwischen dem 11. November 2004 und 26. Mai 2005 statt. Sieger wurde FC Kopenhagen aus Dänemark, die sich im Finale mit 12:11 im Elfmeterschießen gegen IFK Göteborg aus Schweden durchsetzen konnten.

## Modus
Die zwölf Mannschaften, jeweils vier aus der dänischen Superliga, der norwegischen Tippeligaen und der schwedischen Fotbollsallsvenskan, traten zunächst in drei Gruppen mit Hin- und Rückspiel gegeneinander an, die beiden besten Mannschaften jeder Gruppe waren für eine zweite Gruppenphase qualifiziert, in der in zwei Gruppen mit jeweils drei Vereinen die beiden Finalteilnehmer ermittelt wurden. Im Finale war die Spielzeit auf 90 Minuten angesetzt und es wurde bei Gleichstand keine Verlängerung, sondern sofort das Elfmeterschießen ausgetragen.

## Preisgelder
Alle Preisgelder sind in norwegischen Kronen angegeben.
- 1. Gruppenphase
  - Qualifikation: 1.250.000 NOK (für alle Teilnehmer)
  - Sieg: 250.000 NOK
  - Unentschieden: 150.000 NOK
- 2. Gruppenphase
  - Qualifikation: 1.500.000 NOK
  - Sieg: 500.000 NOK
  - Unentschieden: 250.000 NOK
- Finale
  - Sieg: 3.000.000 NOK
  - 2. Platz: 1.000.000 NOK

## 1. Gruppenphase

### Gruppe 1
| Pl. | Verein              | Sp. | S | U | N | Tore    | Diff. | Punkte |
| --- | ------------------- | --- | - | - | - | ------- | ----- | ------ |
| 1.  | Vålerenga Oslo      | 6   | 5 | 1 | 0 | 010:400 | +6    | 16     |
| 2.  | Rosenborg Trondheim | 6   | 3 | 1 | 2 | 010:900 | +1    | 10     |
| 3.  | Esbjerg fB          | 6   | 2 | 1 | 3 | 006:500 | +1    | 07     |
| 4.  | Djurgårdens IF      | 6   | 0 | 1 | 5 | 005:130 | −8    | 01     |

| 11. November 2004   |     |                     |                    |
| Esbjerg fB          | 0:1 | Vålerenga Oslo      | Esbjerg Idrætspark |
| Rosenborg Trondheim | 4:4 | Djurgårdens IF      | Lerkendal-Stadion  |
| 20. November 2004   |     |                     |                    |
| Vålerenga Oslo      | 3:2 | Rosenborg Trondheim | Ullevaal-Stadion   |
| 2. Dezember 2004    |     |                     |                    |
| Esbjerg fB          | 1:2 | Rosenborg Trondheim | Esbjerg Idrætspark |
| Vålerenga Oslo      | 3:1 | Djurgårdens IF      | Vallhall-Arena     |
| 5. Dezember 2004    |     |                     |                    |
| Djurgårdens IF      | 0:3 | Esbjerg fB          | Råsundastadion     |
| 12. Februar 2005    |     |                     |                    |
| Djurgårdens IF      | 0:1 | Vålerenga Oslo      | Råsundastadion     |
| Rosenborg Trondheim | 1:0 | Esbjerg fB          | Lerkendal-Stadion  |
| 17. Februar 2005    |     |                     |                    |
| Esbjerg fB          | 1:0 | Djurgårdens IF      | Esbjerg Idrætspark |
| Rosenborg Trondheim | 0:1 | Vålerenga Oslo      | Lerkendal-Stadion  |
| 24. Februar 2005    |     |                     |                    |
| Djurgårdens IF      | 0:1 | Rosenborg Trondheim | Råsundastadion     |
| Vålerenga Oslo      | 1:1 | Esbjerg fB          | Ullevaal-Stadion   |

### Gruppe 2
| Pl. | Verein        | Sp. | S | U | N | Tore    | Diff. | Punkte |
| --- | ------------- | --- | - | - | - | ------- | ----- | ------ |
| 1.  | FC Kopenhagen | 6   | 4 | 2 | 0 | 008:100 | +7    | 14     |
| 2.  | IFK Göteborg  | 6   | 3 | 1 | 2 | 006:300 | +3    | 10     |
| 3.  | Brøndby IF    | 6   | 2 | 1 | 3 | 007:900 | −2    | 07     |
| 4.  | Tromsø IL     | 6   | 0 | 2 | 4 | 003:110 | −8    | 02     |

| 11. November 2004 |        |               |                 |
| Brøndby IF        | 3:2    | Tromsø IL     | Brøndby Stadion |
| IFK Göteborg      | 0:1    | FC Kopenhagen | Ullevi          |
| 20. November 2004 |        |               |                 |
| Tromsø IL         | 0:1    | IFK Göteborg  | Alfheim-Stadion |
| 2. Dezember 2004  |        |               |                 |
| Tromsø IL         | 0:0    | FC Kopenhagen | Alfheim-Stadion |
| Brøndby IF        | 0:1    | IFK Göteborg  | Brøndby Stadion |
| 5. Dezember 2004  |        |               |                 |
| FC Kopenhagen     | 1:1    | Brøndby IF    | 9=Parken        |
| 13. Februar 2005  |        |               |                 |
| IFK Göteborg      | 3:0    | Brøndby IF    | Ullevi          |
| FC Kopenhagen     | 02:2 1 | Tromsø IL     | Parken          |
| 17. Februar 2005  |        |               |                 |
| IFK Göteborg      | 1:1    | Tromsø IL     | Ullevi          |
| Brøndby IF        | 0:2    | FC Kopenhagen | Brøndby Stadion |
| 24. Februar 2005  |        |               |                 |
| FC Kopenhagen     | 1:0    | IFK Göteborg  | Parken          |
| Tromsø IL         | 02:4 1 | Brøndby IF    | Nordlandshallen |

### Gruppe 3
| Pl. | Verein       | Sp. | S | U | N | Tore    | Diff. | Punkte |
| --- | ------------ | --- | - | - | - | ------- | ----- | ------ |
| 1.  | Malmö FF     | 6   | 4 | 0 | 2 | 009:800 | +1    | 12     |
| 2.  | Brann Bergen | 6   | 3 | 1 | 2 | 008:600 | +2    | 10     |
| 3.  | Halmstads BK | 6   | 2 | 2 | 2 | 007:600 | +1    | 08     |
| 4.  | Odense BK    | 6   | 1 | 1 | 4 | 007:110 | −4    | 04     |

| 11. November 2004 |     |              |                 |
| Brann Bergen      | 1:0 | Halmstads BK | Brann-Stadion   |
| Malmö FF          | 2:0 | Odense BK    | Malmö Stadion   |
| 20. November 2004 |     |              |                 |
| Halmstads BK      | 3:1 | Malmö FF     | Örjans vall     |
| 2. Dezember 2004  |     |              |                 |
| Odense BK         | 2:2 | Halmstads BK | Odense Stadion  |
| Brann Bergen      | 4:1 | Malmö FF     | Brann-Stadion   |
| 5. Dezember 2004  |     |              |                 |
| Odense BK         | 2:1 | Brann Bergen | Odense Stadion  |
| 12. Februar 2005  |     |              |                 |
| Malmö FF          | 2:0 | Brann Bergen | Malmö Stadion   |
| Halmstads BK      | 2:1 | Odense BK    | Eyravallen      |
| 17. Februar 2005  |     |              |                 |
| Brann Bergen      | 2:1 | Odense BK    | Vestlandshallen |
| 19. Februar 2005  |     |              |                 |
| Malmö FF          | 1:0 | Halmstads BK | Malmö Stadion   |
| 24. Februar 2005  |     |              |                 |
| Halmstads BK      | 0:0 | Brann Bergen | Ullevi          |
| Odense BK         | 1:2 | Malmö FF     | Odense Stadion  |

## 2. Gruppenphase

### Gruppe 1
| Pl. | Verein              | Sp. | S | U | N | Tore    | Diff. | Punkte |
| --- | ------------------- | --- | - | - | - | ------- | ----- | ------ |
| 1.  | FC Kopenhagen       | 4   | 2 | 1 | 1 | 005:400 | +1    | 07     |
| 2.  | Malmö FF            | 4   | 2 | 0 | 2 | 006:600 | ±0    | 06     |
| 3.  | Rosenborg Trondheim | 4   | 1 | 1 | 2 | 006:700 | −1    | 04     |

| 3. März 2005        |     |                     |                   |
| FC Kopenhagen       | 2:2 | Rosenborg Trondheim | Parken            |
| 10. März 2005       |     |                     |                   |
| Rosenborg Trondheim | 2:0 | Malmö FF            | Lerkendal-Stadion |
| 17. März 2005       |     |                     |                   |
| Malmö FF            | 1:0 | FC Kopenhagen       | Malmö Stadion     |
| 14. April 2005      |     |                     |                   |
| Rosenborg Trondheim | 0:1 | FC Kopenhagen       | Lerkendal-Stadion |
| 28. April 2005      |     |                     |                   |
| FC Kopenhagen       | 2:1 | Malmö FF            | Parken            |
| 12. Mai 2005        |     |                     |                   |
| Malmö FF            | 4:2 | Rosenborg Trondheim | Malmö Stadion     |

### Gruppe 2
| Pl. | Verein         | Sp. | S | U | N | Tore    | Diff. | Punkte |
| --- | -------------- | --- | - | - | - | ------- | ----- | ------ |
| 1.  | IFK Göteborg   | 4   | 3 | 1 | 0 | 007:300 | +4    | 10     |
| 2.  | Vålerenga Oslo | 4   | 1 | 2 | 1 | 006:600 | ±0    | 05     |
| 3.  | Brann Bergen   | 4   | 0 | 1 | 3 | 002:600 | −4    | 01     |

| 10. März 2005  |     |                |                  |
| IFK Göteborg   | 2:0 | Brann Bergen   | Ullevi           |
| 17. März 2005  |     |                |                  |
| Brann Bergen   | 2:2 | Vålerenga Oslo | Vestlandshallen  |
| 3. April 2005  |     |                |                  |
| Vålerenga Oslo | 2:2 | IFK Göteborg   | Ullevaal-Stadion |
| 14. April 2005 |     |                |                  |
| IFK Göteborg   | 2:1 | Vålerenga Oslo | Ullevi           |
| 28. April 2005 |     |                |                  |
| Vålerenga Oslo | 1:0 | Brann Bergen   | Ullevaal-Stadion |
| 12. Mai 2005   |     |                |                  |
| Brann Bergen   | 0:1 | IFK Göteborg   | Brann-Stadion    |

## Finale
| IFK Göteborg                            | IFK Göteborg | FC Kopenhagen | FC Kopenhagen |
| --------------------------------------- | --- | --- | ------------- |
| IFK Göteborg                            | \| 26. Mai 2005 in Göteborg (Ullevi) \| \| Ergebnis: 1:1 (1:1), 10:11 i. E. \| \| Zuschauer: 10.216 \| \| Schiedsrichter: Terje Hauge ( Norwegen) \|                                                                                                 | \| 26. Mai 2005 in Göteborg (Ullevi) \| \| Ergebnis: 1:1 (1:1), 10:11 i. E. \| \| Zuschauer: 10.216 \| \| Schiedsrichter: Terje Hauge ( Norwegen) \| | FC Kopenhagen |
| IFK Göteborg                            | Bengt Andersson – Magnus Johansson, Hjálmar Jónsson, Fredrik Risp, Adam Johansson – Samuel Wowoah (81. Oscar Wendt), Sebastian Johansson, Niclas Alexandersson, Stefan Selakovic – George Mourad, Peter Ijeh Cheftrainer: Arne Erlandsen             | Balázs Rabóczki (46. Benny Gall) – Peter Christiansen, Dan Thomassen, Bo Svensson, Lars Jacobsen – Magne Hoseth, Tobias Linderoth, Hjalte Nørregaard, Michael Silberbauer (66. Jesper Bech) – Sibusiso Zuma, Álvaro Santos (57. Peter Møller) Cheftrainer: Hans Backe | FC Kopenhagen |
| IFK Göteborg                            | 1:1 George Mourad (31.) | 0:1 Hjalte Nørregaard (18.) | FC Kopenhagen |
| IFK Göteborg                            | Elfmeterschießen | | FC Kopenhagen |
| IFK Göteborg                            | 1:1 Magnus Johansson 2:1 George Mourad Niclas Alexandersson 3:3 Peter Ijeh 4:4 Stefan Selakovic 5:5 Oscar Wendt 6:6 Adam Johansson 7:7 Hjálmar Jónsson Sebastian Johansson 8:8 Bengt Andersson 9:9 Fredrik Risp 10:10 Magnus Johansson George Mourad | 0:1 Hjalte Nørregaard Peter Christiansen 2:2 Magne Hoseth 2:3 Lars Jacobsen 3:4 Bo Svensson 4:5 Dan Thomassen 5:6 Jesper Bech 6:7 Sibusiso Zuma Tobias Linderoth 7:8 Peter Møller 8:9 Benny Gall 9:10 Magne Hoseth 10:11 Hjalte Nørregaard                            | FC Kopenhagen |
| IFK Göteborg                            | Magnus Johansson (61.), Samuel Wowoah (74.) | Michael Silberbauer (38.), Hjalte Nørregaard (70.), Dan Thomassen (85.) | FC Kopenhagen |
| 26. Mai 2005 in Göteborg (Ullevi)       | | |               |
| Ergebnis: 1:1 (1:1), 10:11 i. E.        | | |               |
| Zuschauer: 10.216                       | | |               |
| Schiedsrichter: Terje Hauge ( Norwegen) | | |               |

## Zuschauerschnitt
| Platz |          | Verein              | Spiele | Zuschauer | {\displaystyle \varnothing } |
| ----- | -------- | ------------------- | ------ | --------- | ---------------------------- |
| 1.    | Danemark | Brøndby IF          | 3      | 38634     | 12878                        |
| 2.    | Danemark | FC Kopenhagen       | 5      | 53085     | 10617                        |
| 3.    | Norwegen | Rosenborg Trondheim | 5      | 32460     | 06492                        |
| 4.    | Norwegen | Vålerenga Oslo      | 5      | 29056     | 05811                        |
| 5.    | Norwegen | Brann Bergen        | 5      | 26784     | 05357                        |
| 6.    | Schweden | IFK Göteborg        | 5      | 26319     | 05264                        |
| 7.    | Schweden | Malmö FF            | 5      | 20097     | 04019                        |
| 8.    | Schweden | Djurgårdens IF      | 3      | 08758     | 02919                        |
| 9.    | Danemark | Esbjerg fB          | 3      | 08476     | 02825                        |
| 10.   | Danemark | Odense BK           | 3      | 07876     | 02625                        |
| 11.   | Norwegen | Tromsø IL           | 3      | 06683     | 02228                        |
| 12.   | Schweden | Halmstads BK        | 3      | 01765     | 00588                        |

Durchschnittlich kamen 5514 Zuschauer (inklusive Finale) zu den Spielen. Bei den Ländern führte Dänemark mit einem Zuschauerschnitt von 7719 pro Spiel vor Norwegen (5277) und Schweden (3559).

## Torschützenliste
| Platz |            | Spieler           | Verein              | Tore |
| ----- | ---------- | ----------------- | ------------------- | ---- |
| 1     | Schweden   | Markus Rosenberg  | Malmö FF            | 7    |
| 2     | Norwegen   | Frode Johnsen     | Rosenborg Trondheim | 5    |
|       | Danemark   | Thomas Kahlenberg | Brøndby IF          | 5    |
| 4     | Schweden   | Fredrik Berglund  | Esbjerg fB          | 4    |
|       | Norwegen   | Steffen Iversen   | Vålerenga Oslo      | 4    |
|       | Schottland | Charlie Miller    | Brann Bergen        | 4    |
|       | Schweden   | George Mourad     | IFK Göteborg        | 4    |
|       | Danemark   | Hjalte Nørregaard | FC Kopenhagen       | 4    |
|       | Norwegen   | Ståle Stensaas    | Rosenborg Trondheim | 4    |
| 10    | Brasilien  | Afonso Alves      | Malmö FF            | 3    |
|       | Tunesien   | Karim Essediri    | Tromsø IL           | 3    |
|       | Nigeria    | Peter Ijeh        | IFK Göteborg        | 3    |